# Дяг
Дяг (рум. Deag) — село у повіті Муреш в Румунії. Адміністративно підпорядковане місту Єрнут.
Село розташоване на відстані 263 км на північний захід від Бухареста, 33 км на південний захід від Тиргу-Муреша, 62 км на південний схід від Клуж-Напоки, 136 км на північний захід від Брашова.

## Населення
За даними перепису населення 2002 року у селі проживали 390 осіб, з них 389 осіб (99,7%) румунів. Усі жителі села рідною мовою назвали румунську.